# آندریس برزینچ
آندریس برزینچ (به لتونیایی: Andris Bērziņš) (زاده ۱۰ دسامبر ۱۹۴۴)، سیاستمدار، تاجر و رئیس‌جمهور لتونی از
ژوئیه ۲۰۱۱ تا ژوئیه ۲۰۱۵ بود.
وی از سال ۱۹۹۳ تا ۲۰۰۴، رئیس یکی از بزرگترین بانک‌های لتونی بنام یونی‌بانکا Unibanka بود.